# Miskowo
Miskowo (ros. Мисково) – osiedle w Rosji, w obwodzie kostromskim, w rejonie kostromskim. W 2010 liczyło 659 mieszkańców.